# Dregeochloa
Genre
Dregeochloa est un genre de plantes monocotylédones de la famille des Poaceae,  sous-famille des Arundinoideae, originaire d'Afrique australe, qui comprend deux espèces. 
Ce sont des plantes herbacées vivaces, xérophytes, aux tiges dressées de 40 cm à 2,5 mètres de long.
Les fruits sont des caryopses au péricarpe épais et dur, non adhérent à la graine. 

## Liste d'espèces
Selon The Plant List (25 octobre 2017) :
- Dregeochloa calviniensis Conert
- Dregeochloa pumila (Nees) Conert